# London Lions
Los London Lions son un club profesional de baloncesto británico con sede en Stratford, un barrio de la ciudad de Londres, que compite en la BBL, la máxima competición de Reino Unido y en la 7DAYS EuroCup, la segunda máxima competición a nivel europeo. Disputa sus partidos en el Copper Box, con capacidad para 7,000 espectadores, uno de los pabellones que se usaron en los Juegos Olímpicos de 2012.
El club fue fundado en 1977 bajo el nombre de Hemel Hempstead Lakers, teniendo su sede anteriormente en Hemel Hempstead, Watford y Milton Keynes. El club se trasladó a Londres en 2012 y, desde 2013, juega sus partidos como local en el Copper Box, situado en el Queen Elizabeth Olympic Park. En 2017, el club creó un equipo femenino tras asociarse con los Barking Abbey Crusaders, que también se llamaría London Lions.

## Nombres
- Hemel Hempstead Lakers (1977-1985)
- Hemel Royals (1985-1996)
- Hemel & Watford Royals (1996-1997)
- Watford Royals (1997-1998)
- Milton Keynes Lions (1998-2012)
- London Lions (2012-presente)

## Historia

### Hemel Hempstead Lakers
El club se fundó con sede en la ciudad de Hemel Hempstead, 39 kilómetros al noroeste de Londres, y eran conocidos como el Hemel Hempstead Lakers. El origen del nombre del equipo se basa en uno de los equipos más famosos de la NBA, Los Angeles Lakers, e incluso adoptaron los colores púrpura y dorado de los Lakers. En 1977, los Lakers comenzaron a jugar en la NBL 2 (3ª división del baloncesto británico), donde tuvieron una primera temporada bastante exitosa, terminando 5º (de 11 equipos) con un balance de 10-10. Su 2ª temporada sería aún más exitosa, con los Lakers terminando 2º en la NBL 2 (15–3), consiguiendo de esta manera el ascenso a la NBL 1 (2ª división del baloncesto británico).
Con el ascenso a la NBL 1, el club recibió un importante acuerdo de patrocinio de la marca de bebidas Ovaltine y, como parte del acuerdo, se les conoció como Ovaltine Hemel Hempstead. El club se convirtió en uno de los equipos más punteros de la NBL 1, terminando en la parte superior de la tabla y consiguiendo llegar a las semifinales los Play-Offs en el Wembley Arena, donde alcanzaron el tercer puesto en 1981. Tras finalizar el patrocinio de Ovaltine, se llegó a un acuerdo por un año con Poundstretcher, siendo el club renombrado como Hemel Royals en 1985. Mientras tanto, en la cancha, el equipo no pudo igualar las actuaciones de las últimas temporadas, quedando en mitad de la tabla. Este fue un período dorado en el baloncesto británico, donde Hemel fichaba regularmente a los mejores talentos estadounidenses como Dick Miller, considerado el mejor jugador defensivo en la historia del club y probablemente también de la historia de la BBL, el enigmático Harvey Knuckles, que es considerado uno de los mejores jugadores de la historia de la BBL, Steve Hale que fue seleccionado en la cuarta ronda del Draft de la NBA, Sam Smith que podía anotar desde cualquier posición o Daryl Thomas que era un anotador compulsivo.
Para la temporada 1989-1990, el club optó por no salir en la BBL y jugar en la NBL 1. Después de una sola temporada y un cuarto puesto (14–8), los Royals regresaron a la BBL. El equipo terminó último en la liga en la temporada 1992-1993 con un balance de 4-29, descendiendo de esta manera a la NBL 1, sin embargo, no bajaron y jugaron en la máxima división en la temporada 1993-1994. El equipo siguió con la mala racha no saliendo de los tres últimos puestos de la clasificación en los siguientes 10 años, pero con la eliminación del sistema de ascenso/descenso entre la BBL y la NBL 1, esto no tuvo consecuencias.

### Watford Royals
La falta de suerte y una ciudad envejecida llevaron al club a considerar su reubicación , logrando encontrar una solución, aunque temporal, en la ciudad vecina de Watford. El club pasó a denominarse como Hemel & Watford Royals en 1996 y se mudaron del Dacorum Center al Watford Leisure Centre en 1997. El traslado tuvo poco efecto en el equipo, terminando 13º de 13 equipos en la temporada 1997-1998 (3-33). La estancia de los Royals en Watford duró solo una temporada y, en 1998, el club se trasladó a la ciudad Milton Keynes, ya que iban a construir un futuro mejor pabellón y pasaron a denominarse como Milton Keynes Lions.

### Milton Keynes Lions
Las actuaciones de los Lions en la cancha tuvieron una mejora casi inmediata y el club comenzó un cambio lento pero notable, llegando a las semifinales de la Copa Británica y también a los Play-Offs por 1ª vez en ocho temporadas en el año 2000. El club alcanzó su primera gran final en 2002 con una aparición en el SkyDome Arena en el Trofeo Británico. Los Lions lucharon, pero finalmente perdieron ante los Chester Jets, que lo conquistaban todo, perdiendo 90–89 en un final igualado. A partir de ese momento, los Lions siguieron siendo uno de los equipos más potentes de la BBL, clasificándose a menudo para los Play-Offs (aunque no lograban pasar de cuartos de final) y alcanzando la semifinal de la Copa Británica en 2005, considerándose un hito importante.
Temporada 2007–08

El 8 de mayo de 2007 se anunció que el entrenador Tom Hancock no entrenaría a los Lions para la temporada 2007-08, después de un solo año al mando. El 17 de mayo, el club declaró que el propietario Vince Macaulay, exjugador y entrenador del club, sería nombrado entrenador para la temporada siguiente. El fichaje de Yorick Williams durante la pretemporada fue una gran alegría, y para muchos aficionados  marcó el comienzo de una nueva era para el club. En este período en que el club estaba pensando en trasladarse a un nuevo pabellón, también emprendieron una iniciativa de cambio de marca, rediseñando el logotipo y cambiando los colores de la equipación del tradicional púrpura y dorado, a un negro, dorado y blanco más dinámico, así como la creación de una academia de baloncesto denominada Milton Keynes College. La academia de baloncesto estaría dirigida por el entonces jugador de los Lions, Mike New.
Con Macaulay de vuelta controlando el club tanto dentro como fuera de la cancha, el equipo logró ser más ambicioso, estando en el parón de navidad 2º en liga, sólo por detrás de los Newcastle Eagles, a quienes vencieron en su 1ª aparición en la final de la Copa Británica en el National Indoor Arena, el 13 de enero de 2008. Milton Keynes fue ganando durante casi todo el partido, sellando la victoria por 69–66  con los últimos puntos de Mike New.
Después de terminar 4º en la BBL (19-14), los Lions se clasificaron para los Play-Offs, derrotando a los Scottish Rocks en cuartos de final en un agónico 5º partido por 105-93, partido que retransmitido por Setanta Sports. Por 1ª en su historia, Milton Keynes se clasificó para semifinales, derrotando a los campeones de liga, los Newcastle Eagles por 72-63 en el camino a la final, donde finalmente perdieron ante los Guildford Heat por 100-88 (1ª en su historia que lograban ser subcampeones de la BBL), partido nuevamente retransmitido por Setanta Sports. Los increíbles logros de la temporada le valieron al entrenador Macaulay el galardón de Entrenador del Año de BBL. Otro punto destacado de la temporada más exitosa de la historia de los Lions fue el desarrollo de jugadores a través de la nueva academia como el debut de Greg Harvey en el primer equipo con 18 años.
Temporada 2008–09

A partir de 2008, los Lions esperaban jugar en el nuevo Milton Keynes Arena con capacidad para 4,500 espectadores, adyacente al nuevo estadio Stadium MK (sede del equipo de fútbol Milton Keynes Dons Football Club). El pabellón sería uno de los más grandes y modernos de la BBL, rivalizando con los pabellones de los Glasgow Rocks y los Newcastle Eagles. Desafortunadamente, la finalización del nuevo pabellón se retrasó debido al aplazamiento de los establecimientos comerciales propuestos alrededor del sitio (que habrían financiado el proyecto). Con la demolición del pabellón por entonces actual de los Lions, el Bletchley Centre, que fue programado para noviembre de 2009, la falta de un pabellón alternativo planteó interrogantes sobre el futuro del club, que permaneció en Milton Keynes.
En la cancha, había grandes expectativas tras la exitosa campaña anterior, pero la temporada 2008-09 no comenzó muy bien para los Lions, con la derrota ante los Guildford Heat en la Supercopa Británica. Después de perder 91–89 en el partido de ida en Guildford, los Heat superaron a los Lions por 68–60 en el Bletchley Centre. Se añadieron más problemas tras perder en cuartos de final de la Copa Británica contra los Everton Tigers, y en 1ª ronda del Trofeo Británico. La desastrosa temporada llegó a su final en abril, con un balance de 14-19 y un noveno puesto, lo que significó que los Lions no se clasificaron para los Play-Offs.
Temporada 2009–10

Con la inminente demolición del Bletchley Center, el club buscó un lugar alternativo para los partidos en casa y el 31 de julio de 2009 anunció que a partir de enero de 2010, los Lions jugarían en el Middleton Hall como medida temporal hasta que se construyerá el nuevo pabellón. Los Lions jugaron su último partido frente a una abarrotada multitud en el Bletchley Center el 18 de diciembre, con una dramática victoria por 98-97 sobre los Guildford Heat. Robert Youngblood anotó el punto de la victoria desde la línea de tiros libres y, por lo tanto, anotó la última canasta para los Lions en su antigua casa.
Después de que se hicieran cambios en el Middleton Hall que ya no lo hacían adecuado para la práctica de baloncesto, los Lions se vieron obligados una vez más a buscar otra sede nueva, al menos durante la temporada 2010-2011. El club firmó un contrato de alquiler por 3 partidos fuera de la ciudad, concretamente en Stoke Mandeville (Aylesbury) para comenzar la campaña 2010-2011, y decidió reconstruir un sitio en el centro de Milton Keynes para que acogiera los partidos como local durante la temporada. Se firmó un contrato de 3 años para utilizar un almacén en Winterhill y convertirlo en un pabellón de baloncesto con capacidad para 1,400 espectadores, así como un sitio de entrenamiento. El pabellón se inauguró como MK Lions Arena a finales de noviembre de 2010.
Temporada 2010–11

En su 1ª temporada como entrenador, el exjugador de los Lions Mike New llevó al equipo a un decepcionante décimo puesto en la BBL. A pesar de que ya contaban con un fantástico pabellón propio, que albergaba 2 canchas permanentes, permitiendo a todos los equipos del club entrenar más que nunca, los Lions no se clasificaron para los Play-Offs. Uno de los pocos aspectos destacados de la temporada fue el partido del escolta estadounidense Demarius Bolds, quien estuvo entre los líderes de la BBL en varias estadísticas y fue nombrado Jugador del Año de los Lions.
Temporada 2011–12

La temporada 2011-2012 vio a los Lions perderse los Play-Offs por segunda temporada consecutiva, ya que terminaron noveno. Fueron eliminador en primera ronda de la Copa Británica por los Leicester Riders por un contundente 102-67, sin embargo, el equipo más tarde estuvo cerca de llegar a la final del Trofeo Británico. Los Lions ganaron el partido de ida de la semifinal contra los Plymouth Raiders frente a un abarrotado Prestige Homes Arena, antes de sufrir una derrota por 188-186 en el global de la serie (después de la prórroga) en el partido de vuelta. De todas maneras, el éxito se encontró a nivel individual, ya que Nathan Schall ganó el Concurso de Mates de la BBL y Stefan Gill se coronó campeón del Concurso de Mates del Festival Mundial de Baloncesto.
Salida de Milton Keynes

Tras la finalización de la temporada 2011-12, los propietarios del Prestige Homes Arena se acogieron a una cláusula del contrato de alquiler para poner el pabellón en venta. El consejo de Milton Keynes aprobó una solicitud de para convertir el pabellón en un recinto comercial, dejando así al club sin sede por tercera vez en tantas temporadas. El propietario Vince Macaulay estuvo buscando un nuevo pabellón durante el verano de 2012, lo que incluyó súplicas públicas a las empresas locales para que los ayudaran a encontrar un nuevo hogar a medida que llegaban ofertas de ciudades de todo Reino Unido para reubicar al equipo. El 17 de julio, un periódico local reveló que las negociaciones para asegurar el futuro de los Lions en Milton Keynes estaban en curso, con Macaulay esperando finalizar un trato con tiempo suficiente para comenzar la preparación para la nueva temporada, programada para empezar fuera de casa contra los Manchester Giants el 21 de septiembre. El 30 de julio, con el interés del país en el baloncesto aumentando por la participación de la Selección de baloncesto de Gran Bretaña en el Torneo masculino de baloncesto en los Juegos Olímpicos de Londres 2012, Macaulay reveló que su búsqueda para encontrar un nuevo lugar en la misma ciudad no había tenido éxito y el club se vería obligado a abandonar Milton Keynes. Además de la pérdida de partidos de baloncesto profesional, la medida supuso un duro golpe para los habitantes de Milton Keynes que habían disfrutado de amplios programas comunitarios y escolares de baloncesto desde la llegada de los Lions en 1998. No se sabía entonces qué efecto tendría la salida del equipo en los muchos equipos escolares y proyectos comunitarios, pero Macaulay declaró que deseaba seguir involucrado en el desarrollo del baloncesto juvenil en Milton Keynes de alguna forma. También quedaban dudas sobre el futuro de la academia Milton Keynes Lions College, que permitía a los jóvenes entrenar 5 días a la semana mientras mejoraban su educación, varios de los cuales habían firmado acuerdos profesionales con el primer equipo.
Cuando se enfrentó al desafío de encontrar un nuevo hogar fuera de Milton Keynes, Macaulay preseleccionó 2 nuevas ubicaciones:
Primero fue Cardiff, con Macaulay declarando el atractivo de que cada partido se sintiera como Gales contra Inglaterra como una perspectiva emocionante. Sin embargo, finalmente descubrió que sería poco probable llegar a un acuerdo con los propietarios del pabellón propuesto antes de la fecha límite que enfrentaba para el comienzo de la próxima temporada.
El segundo fue Liverpool, la ciudad natal de Macaulay. Liverpool ya tenía un club en la BBL: los Mersey Tigers, sin embargo, tenían problemas financieros, por lo que Macaulay propuso fusionar los 2 equipos y una propiedad 50/50. Los actuales propietarios estaban interesados, pero querían que Macaulay les enviara su CV. Algo ofendido, sabía que era poco probable que una relación de trabajo así funcionara, por lo que retiró su propuesta. Los Mersey Tigers se retiraron la temporada siguiente.
Completamente sin opciones durante el verano de 2012, Macaulay notó que se habló mucho sobre el legado de los Juegos Olímpicos de Londres 2012 e investigó si habría algún lugar que pudiera convertirse en el hogar de un equipo de baloncesto una vez que terminaran los juegos. Finalmente, entró en conversaciones con los nuevos propietarios del Copper Box, y los Milton Keynes Lions, que pronto serían los London Lions, tenían un nuevo hogar.

### Traslado a Londres

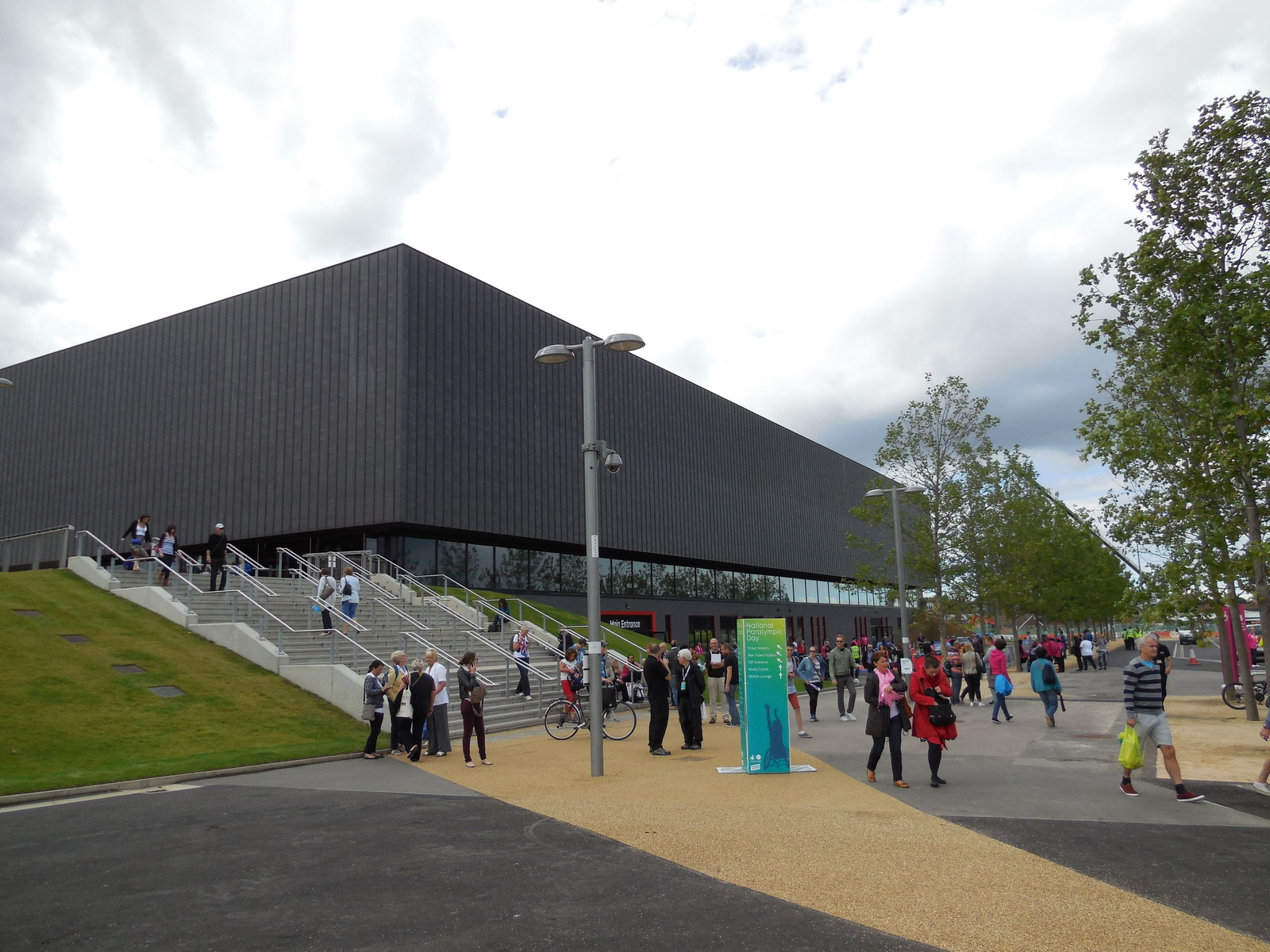
Desde 2013, los Lions juegan en el Copper Box

El 8 de agosto de 2012, un artículo en el periódico Milton Keynes Citizen reveló que los Lions se mudarían a Londres para la temporada 2012-13 y se instalarían en el Copper Box en el Queen Elizabeth Olympic Park. Como el Copper Box se iba a usar en balonmano durante los Juegos Olímpicos de Londres 2012 y para el Golbol durante los Juegos Paralímpicos de Londres 2012, el pabellón  debía adecuarse para la práctica de baloncesto y, por lo tanto, los Lions comenzaron la temporada jugando sus partidos como local en el Crystal Palace National Sports Centre. El propietario Vince Macaulay reveló que los Lions mantendrían vínculos en Milton Keynes al mantener abierta la academia de baloncesto de Milton Keynes College.
Temporada 2012–13

Tras la mudanza de los Lions a Londres, el entrenador Mike New eligió permanecer en Milton Keynes y continuar su trabajo como entrenador de la academia de baloncesto de los Lions de Milton Keynes College. El propietario de los Lions, Vince Macaulay , entrenó al equipo durante la temporada 2012-13. Los London Lions jugaron sus partidos en casa en el Crystal Palace National Sports Centre hasta que el Copper Box se adecuó tras los Juegos Olímpicos de Londres 2012.
Temporada 2013–14

Los London Lions se convirtieron en el único equipo profesional de baloncesto de la ciudad de Londres. El equipo terminó sexto en temporada regular, antes de perder ante los Worcester Wolves en cuartos de final de los Play-Offs de la BBL.
Temporada 2014–15

Los MVP de la BBL de las 2 temporadas anteriores, Drew Sullivan y Zaire Taylor, fueron fichados para la temporada 2014-15. Los Lions llegaron a las semifinales del Trofeo Británico, perdiendo ante los Leicester Riders. Terminaron sexto en temporada regular. En los Play-Offs, los Lions derrotaron a los Worcester Wolves en cuartos de final y a Cheshire Phoenix en semifinales. La final, disputada ante 14,700 espectadores en el The O2 Arena, la ganó los Newcastle Eagles, convirtiéndose en el club con más BBL conquistadas.
Temporada 2015–16

Nigel Lloyd asumió el cargo de entrenador para la temporada 2015-16. Joe Ikhinmwin, el único jugador que permaneció de la temporada anterior, fue nombrado capitán. Olumide Oyedeji se reincorporaría más tarde en octubre tras la grave lesión de Demond Watt. Alex Owumi firmó en diciembre tras varios cambios en el equipo. La temporada terminó con derrota en los cuartos de final de los Play-Offs ante los Sheffield Sharks.
Temporada 2016–17

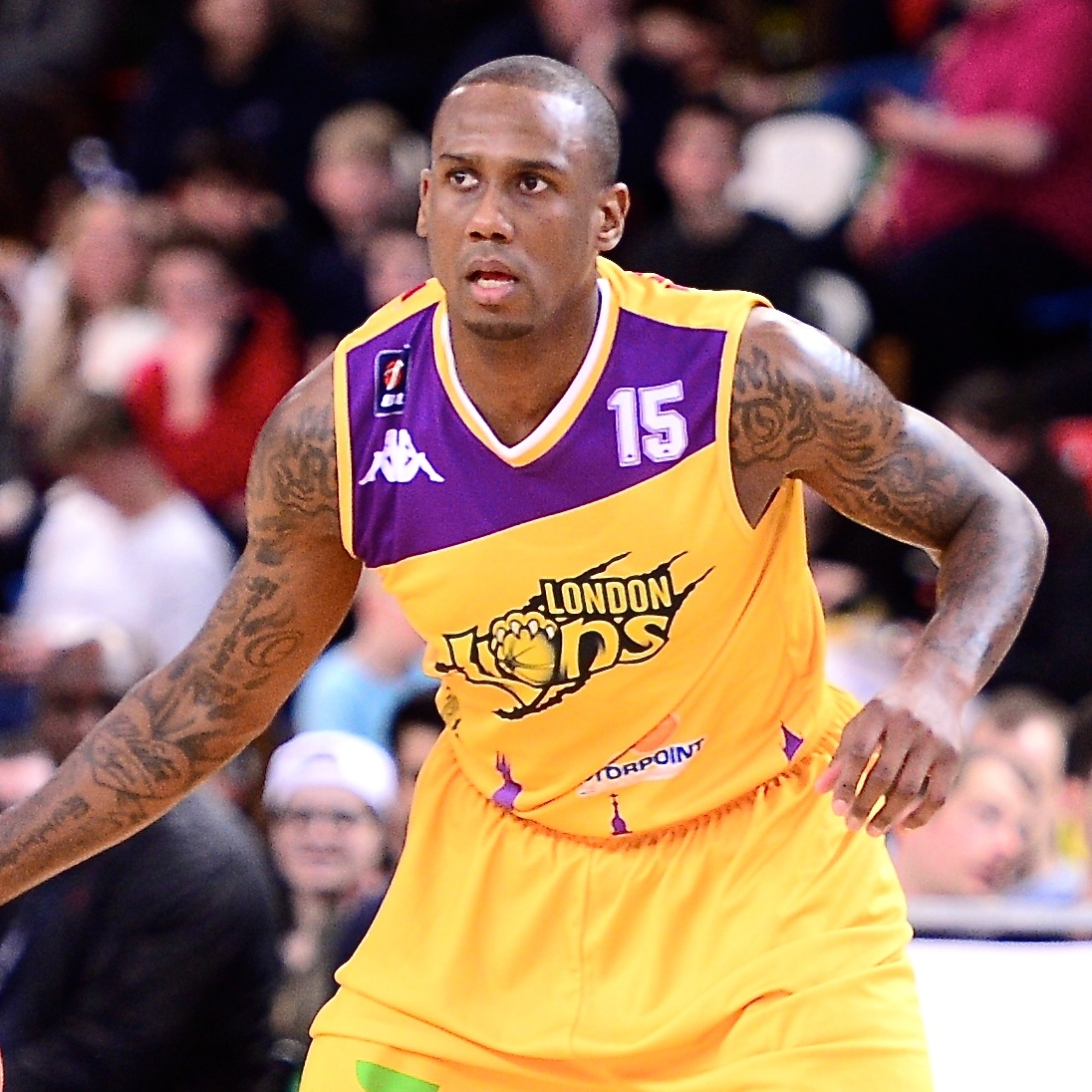
Alex Owumi jugó en los Lions de 2015 a 2017

Nigel Lloyd permaneció en el cargo, renovando a Alex Owumi, Andre Lockhart, Jamal Williams, Joe Ikhinmwin y Kai Williams. Zaire Taylor también regresó después de un 1 año de ausencia, junto con Derek Hall y Rashad Hassan. La temporada comenzó con un ilusionante 9-1 en todas las competiciones, pero la salida de Derek Hall después de solo 3 partidos y la lesión de Jamal Williams frenaron el rumbo del equipo, a lo que le siguió la derrota ante Newcastle Eagles en la Copa Británica. Llegaron como revulsivo los fichajes de Navid Niktash y Zak Wells, pero no se pudo recuperar la forma que se tuvo a principios de temporada.
Temporada 2017–18

Después de que Lloyd renunció como entrenador al comienzo de la temporada 2017-2018, Mariusz Karol fue nombrado entrenador y llevó al equipo a comenzar 9-3 antes de perder 4 de los siguientes 6 partidos. La situación del equipo hizo que se cesara a Karol y el propietario del club, Vince Macaulay, se convirtió en el nuevo entrenador.

### Debut Europeo
Para la temporada 2019-20, los Lions cambiaron sus colores del tradicional púrpura y dorado a negro, plateado y blanco. La temporada se acortó prematuramente debido a la pandemia del COVID-19, sin que se nombraran campeones.
En la temporada 2020-21, los Lions jugaron en una competición europea por primera vez en la historia del club. Se confirmó que disputarían las rondas de clasificación para la quinta temporada de la Basketball Champions League, sin embargo, no se clasificaron para la fase de grupos, ya que perdieron por 77-73 contra el BC Neptūnas Klaipėda lituano en la ronda de clasificación, que era a un solo partido.
En la temporada 2021-22, los Lions debutaron en la FIBA Europe Cup, lo que supuso su debut en una fase de grupos de una competición europea. El 13 de octubre de 2021, los Lions vencieron al Donar Groningen holandés para conseguir su primera victoria europea.
Para la temporada 2022-2023, los Lions dieron un paso más, ya que disputarían la 7DAYS EuroCup, la segunda máxima competición a nivel europeo, lo que atrajo a jugar en los Lions a ex-NBA como Kostas Koufos o Sam Dekker.

## Pabellones
- Dacorum Leisure Centre (1977–1997)
- Watford Leisure Centre (1997–1998)
- Bletchley Centre (1998–2009)
- Middleton Hall (2010)
- Prestige Homes Arena (2010–2012)
- Crystal Palace National Sports Centre (2012–2013)
- Copper Box (2013–presente)

Nota: Entre 1998 y 2002, disputó alguno de sus partidos como local en el Planet Ice Milton Keynes por motivos televisivos.

## Trayectoria
| Temporada              | Liga  | Posición | Partidos | Victorias | Derrotas | Play-Offs        | Trofeo Británico | Copa Británica   |
| ---------------------- | ----- | -------- | -------- | --------- | -------- | ---------------- | ---------------- | ---------------- |
| Hemel Hempstead Lakers |       |          |          |           |          |                  |                  |                  |
| 1977–1978              | NBL 2 | 5º       | 20       | 10        | 10       | N/A              | -                | 1ª Ronda         |
| 1978–1979              | NBL 2 | 2º       | 18       | 15        | 3        | N/A              | -                | -                |
| 1979–1980              | NBL 1 | 4º       | 18       | 12        | 6        | 4º               | -                | Cuartos de final |
| 1980-1981              | NBL 1 | 3º       | 18       | 13        | 5        | 3º               | -                | 2ª Ronda         |
| 1981–1982              | NBL 1 | 6º       | 22       | 12        | 10       | -                | -                | Cuartos de final |
| 1982-1983              | NBL 1 | 3º       | 24       | 18        | 6        | 4º               | -                | Cuartos de final |
| 1983-1984              | NBL 1 | 11º      | 36       | 12        | 24       | -                | -                | 2ª Ronda         |
| 1984–1985              | NBL 1 | 7º       | 26       | 15        | 11       | Cuartos de final | Semifinal        | 2ª Ronda         |
| Hemel Royals           |       |          |          |           |          |                  |                  |                  |
| 1985–1986              | NBL 1 | 9º       | 28       | 13        | 15       | -                | 2ª Ronda         | 2ª Ronda         |
| 1986–1987              | NBL 1 | 8º       | 23       | 8         | 15       | Cuartos de final | 2ª Ronda         | Cuartos de final |
| 1987-1988              | BBL   | 11º      | 28       | 9         | 19       | -                | 1ª Ronda         | Cuartos de final |
| 1988-1989              | BBL   | 7º       | 20       | 9         | 11       | Cuartos de final | 1ª Ronda         | Semifinal        |
| 1989–1990              | NBL 1 | 4º       | 22       | 14        | 8        | Semifinal        | Semifinal        | 1ª Ronda         |
| 1990–1991              | BBL   | 8º       | 24       | 4         | 20       | Cuartos de final | 1ª Ronda         | 2ª Ronda         |
| 1991–1992              | BBL   | 7º       | 30       | 13        | 17       | Cuartos de final | 1ª Ronda         | 3ª Ronda         |
| 1992–1993              | BBL   | 12º      | 33       | 4         | 29       | -                | 3ª Ronda         |                  |
| 1993–1994              | BBL   | 12º      | 36       | 3         | 33       | -                | 1ª Ronda         | 3ª Ronda         |
| 1994–1995              | BBL   | 10º      | 36       | 9         | 27       | -                | 1ª Ronda         | 4ª Ronda         |
| 1995–1996              | BBL   | 13º      | 36       | 6         | 30       | -                | 1ª Ronda         | Cuartos de final |
| Hemel & Watford Royals |       |          |          |           |          |                  |                  |                  |
| 1996–1997              | BBL   | 13º      | 36       | 2         | 34       | -                | 1ª Ronda         | 4ª Ronda         |
| Watford Royals         |       |          |          |           |          |                  |                  |                  |
| 1997–1998              | BBL   | 13º      | 36       | 3         | 33       | -                | 1ª Ronda         | 4ª Ronda         |
| Milton Keynes Lions    |       |          |          |           |          |                  |                  |                  |
| 1998–1999              | BBL   | 10º      | 36       | 10        | 26       | -                | 1ª Ronda         | 1ª Ronda         |
| 1999–2000              | BBL S | 4º       | 34       | 15        | 19       | Cuartos de final | 1ª Ronda         | Semifinal        |
| 2000–2001              | BBL S | 3º       | 34       | 21        | 13       | 1ª Ronda         | Cuartos de final | 1ª Ronda         |
| 2001–2002              | BBL S | 3º       | 32       | 16        | 16       | Cuartos de final | Subcampeón       | Cuartos de final |
| 2002-2003              | BBL   | 8º       | 40       | 12        | 28       | Cuartos de final | 1ª Ronda         | 1ª Ronda         |
| 2003–2004              | BBL   | 8º       | 36       | 13        | 23       | Cuartos de final | 1ª Ronda         | Cuartos de final |
| 2004-2005              | BBL   | 8º       | 40       | 15        | 25       | Cuartos de final | 1ª Ronda         | Semifinal        |
| 2005–2006              | BBL   | 10º      | 40       | 16        | 24       | -                | 1ª Ronda         | Cuartos de final |
| 2006-2007              | BBL   | 6º       | 36       | 18        | 18       | Cuartos de final | 1ª Ronda         | Cuartos de final |
| 2007-2008              | BBL   | 4º       | 33       | 19        | 14       | Subcampeón       | 1ª Ronda         | Campeón          |
| 2008–2009              | BBL   | 9º       | 33       | 14        | 19       | -                | 1ª Ronda         | Cuartos de final |
| 2009-2010              | BBL   | 7º       | 36       | 18        | 18       | 1ª Ronda         | Semifinal        | Semifinal        |
| 2010–2011              | BBL   | 10º      | 33       | 13        | 20       | -                | 1ª Ronda         | 1ª Ronda         |
| 2011–2012              | BBL   | 9º       | 30       | 10        | 20       | -                | Semifinal        | 1ª Ronda         |

| Temporada    | Liga | Temporada regular                                | Temporada regular                                | Temporada regular                                | Temporada regular                                | Play-Offs                                        | Trofeo Británico | Copa Británica   | Competición Europea                                                          |
| Temporada    | Liga | Posición                                         | Partidos                                         | Victorias                                        | Derrotas                                         | Play-Offs                                        | Trofeo Británico | Copa Británica   | Competición Europea                                                          |
| ------------ | ---- | ------------------------------------------------ | ------------------------------------------------ | ------------------------------------------------ | ------------------------------------------------ | ------------------------------------------------ | ---------------- | ---------------- | ---------------------------------------------------------------------------- |
| London Lions |      |                                                  |                                                  |                                                  |                                                  |                                                  |                  |                  |                                                                              |
| 2012–13      | BBL  | 8º                                               | 33                                               | 13                                               | 20                                               | Cuartos de final                                 | 1ª Ronda         | Cuartos de final | -                                                                            |
| 2013-14      | BBL  | 6º                                               | 33                                               | 16                                               | 17                                               | Cuartos de final                                 | 1.ª ronda        | 1.ª ronda        | -                                                                            |
| 2014–15      | BBL  | 6º                                               | 36                                               | 21                                               | 15                                               | Subcampeón                                       | Semifinal        | 1ª Ronda         | -                                                                            |
| 2015–16      | BBL  | 6º                                               | 33                                               | 16                                               | 17                                               | Cuartos de final                                 | 1ª Ronda         | Semifinal        | -                                                                            |
| 2016–17      | BBL  | 6º                                               | 33                                               | 18                                               | 15                                               | Semifinal                                        | 1ª Ronda         | Semifinal        | -                                                                            |
| 2017–18      | BBL  | 2º                                               | 33                                               | 23                                               | 10                                               | Subcampeón                                       | Semifinal        | Semifinal        | -                                                                            |
| 2018–19      | BBL  | 1º                                               | 33                                               | 27                                               | 6                                                | Cuartos de final                                 | Subcampeón       | Campeón          | -                                                                            |
| 2019-20      | BBL  | Temporada cancelada por la pandemia del COVID-19 | Temporada cancelada por la pandemia del COVID-19 | Temporada cancelada por la pandemia del COVID-19 | Temporada cancelada por la pandemia del COVID-19 | Temporada cancelada por la pandemia del COVID-19 | 1ª Ronda         | Cuartos de final | -                                                                            |
| 2020-21      | BBL  | 2º                                               | 30                                               | 23                                               | 7                                                | Subcampeón                                       | Campeón          | Subcampeón       | Basketball Champions League - 1ª Ronda                                       |
| 2021–22      | BBL  | 3º                                               | 27                                               | 16                                               | 11                                               | Subcampeón                                       | Subcampeón       | Semifinal        | Basketball Champions League - 1ª Ronda / FIBA Europe Cup - 2ª Fase de grupos |
| 2022–23      | BBL  |                                                  |                                                  |                                                  |                                                  |                                                  |                  |                  | 7DAYS EuroCup                                                                |

## London Lions en competiciones europeas
Basketball Champions League 2020-21
| 1ª Ronda | Neptūnas Klaipėda | London Lions | 77-73 |  |

Basketball Champions League 2021-22
| 1ª Ronda | London Lions | NutriBullet Treviso | 62-89 |  |

FIBA Europe Cup 2021-22
| 1ª Fase de grupos | Donar Groningen        | London Lions     | 60-79  | 85-67  |
| 1ª Fase de grupos | London Lions           | Kapfenberg Bulls | 68-58  | 81-100 |
| 1ª Fase de grupos | London Lions           | medi bayreuth    | 91-81  | 97-78  |
| 2ª Fase de grupos | Bahçeşehir Koleji S.K. | London Lions     | 107-82 | 61-76  |
| 2ª Fase de grupos | Avtodor Saratov        | London Lions     | 84-81  | 77-104 |
| 2ª Fase de grupos | Bakken Bears           | London Lions     | 95-80  | 82-75  |

7DAYS EuroCup 2022-23
| Fase de grupos | Hapoel Tel Aviv       | London Lions             | - | - |
| Fase de grupos | London Lions          | Dolomiti Energia Trento  | - | - |
| Fase de grupos | Gran Canaria          | London Lions             | - | - |
| Fase de grupos | London Lions          | Budućnost VOLI Podgorica | - | - |
| Fase de grupos | Veolia Hamburg Towers | London Lions             | - | - |
| Fase de grupos | London Lions          | Śląsk Wrocław            | - | - |
| Fase de grupos | Promitheas Patras     | London Lions             | - | - |
| Fase de grupos | Türk Telekom Ankara   | London Lions             | - | - |
| Fase de grupos | London Lions          | Paris Basketball         | - | - |

## Palmarés

### Liga
- BBL

-   -  Campeones (2): 2023, 2024
  - Subcampeones (5): 2008, 2015, 2018, 2021, 2022

- NBL 2

-   - Subcampeones (1): 1979

### Copa Británica
-   -  Campeones (2): 2008, 2019
  - Subcampeones (1): 2021

### Trofeo Británico
-   -  Campeones (1): 2021
  - Subcampeones (3): 2002, 2019, 2022